# Лимпар, Андерс
Андерс Эрик Лимпар (швед. Anders Erik Limpar; род. 24 сентября 1965 года в Сольне, Швеция) — шведский футболист, полузащитник, известный по выступлениям за «Арсенал» и сборную Швеции. Участник чемпионатов мира 1990 и 1994 годов, чемпионата Европы 1992 года и Олимпийских игр 1988 года.

## Клубная карьера

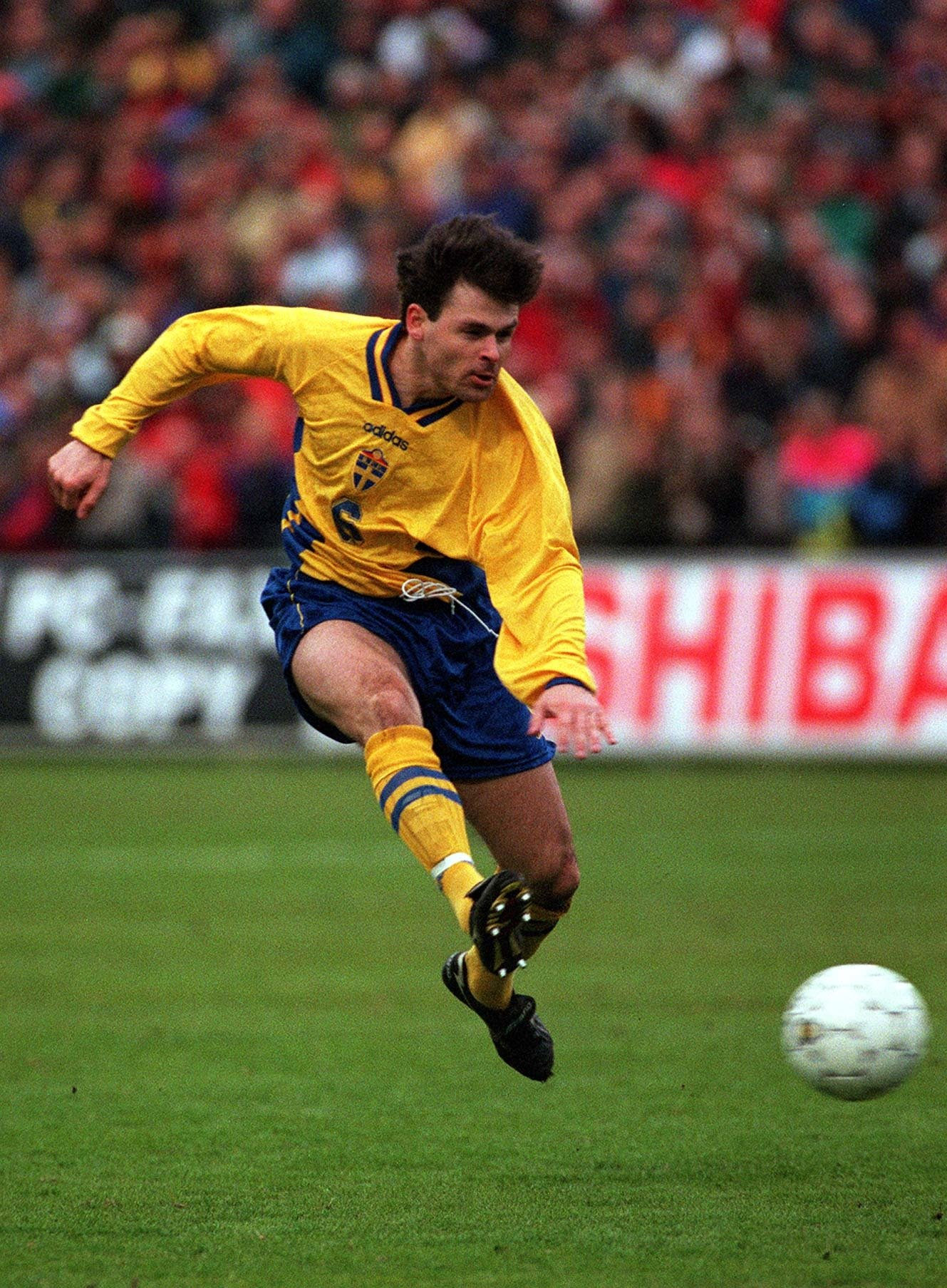
В составе сборной Швеции

Лимпар начал карьеру в клубе «Броммапойкарна», известный большим количеством талантливых воспитанников. В 1986 году он перешёл в «Эргрюте», где провёл два сезона. В 1988 году Андерс переехал в швейцарский «Янг Бойз». В Швейцарии он провел сезон, после чего принял приглашение итальянского «Кремонезе».
После чемпионата мира 1990 Лимпар перешёл в лондонский «Арсенал». В первом же сезоне он помог команде выиграть чемпионат Англии и завоевать Суперкубок Англии, забив несколько важных голов. В заключительном туре против «Ковентри Сити» Лимпар сделал хет-трик. В том же году он был удостоен звания Футболист года в Швеции. В следующем сезоне Андерс становится обладателем Кубка Англии и Кубка Лиги в составе «Арсенала». В 1994 году Лимпар завоевал Кубок обладателей кубков.
В марте 1994 Андерс перешёл в «Эвертон». Сумма трансфера составила 1,6 млн фунтов. В 1995 году он во второй раз стал обладателем Кубка Англии. В финальном поединке против «Манчестер Юнайтед» Лимпар совершил 50-метровый рейд к воротам соперника, после которого Пол Райдаут забил победный гол. В том же году Андерс также во второй раз выиграл Суперкубок Англии. В следующем сезоне Лимпар лишился места в основном составе и вскоре покинул команду.
20 января 1997 года он подписал контракт с «Бирмингем Сити», но после четырёх матчей разочаровался в своем выборе и попросил руководство клуба о разрыве контракта. Летом того же года на правах свободного агента Лимпар вернулся в Швецию, где подписал контракт с «АИКом». С новым клубом Андерс выиграл чемпионат Швеции и стал обладателем Суперкубка страны. В 1999 году он перешёл в MLS, подписав контракт с клубом «Колорадо Рэпидз». После сезона в США Лимпар вернулся на родину, где числился в составе команды «Юргорден». За новый клуб он так и не сыграл из-за своей физической формы и по окончании сезона завершил карьеру.

## Международная карьера
В 1987 году Лимпар дебютировал за сборную Швеции. В 1988 году Андерс принял участие в Олимпийских играх. В 1990 году он попал с заявку национальной команды на участие в Чемпионате мира в Италии. На турнире он принял участие в двух матчах против сборных Бразилии и Шотландии. В 1992 году Андерс принял участие в домашнем Чемпионате Европы. Он завоевал бронзовые медали и сыграл в матчах против сборных Франции, Дании, Англии и Германии. В 1994 году Лимпар завоевал бронзовые медали Чемпионата мира в США. На турнире он принял участие в поединке за третье место против сборной Болгарии.

## Достижения
Командные
 «Арсенал»
- Чемпионат Англии — 1990/1991
- Обладатель Суперкубка Англии — 1991
- Обладатель Кубка Англии — 1993
- Обладатель Кубка Английской Лиги — 1993
- Обладатель Кубка обладателей кубков — 1994

 «Эвертон»
- Обладатель Суперкубка Англии — 1995
- Обладатель Кубка Англии — 1995

 «АИК»
- Чемпионат Швеции по футболу — 1998
- Обладатель Кубка Швеции — 1999

Международные
 Швеции
- Чемпионат Европы по футболу — 1992
- Чемпионат мира по футболу — 1994